# Dryden (Virginia)
Dryden is een plaats (census-designated place) in de Amerikaanse staat Virginia en valt bestuurlijk gezien onder Lee County.

## Demografie
Bij de volkstelling in 2000 werd het aantal inwoners vastgesteld op 1253.

## Geografie
Volgens het United States Census Bureau beslaat de plaats een oppervlakte van
18,5 km², waarvan 18,5 km² land.

## Plaatsen in de nabije omgeving
De onderstaande figuur toont nabijgelegen plaatsen in een straal van 20 km rond Dryden.